# Слике сна и јаве (Само за лудаке и бунтовнике)
Слике сна и јаве (Само за лудаке и бунтовнике) је трећи албум српске музичке групе Бабе. Објављен је 1999. године под окриљем издавачке куће ИТММ на аудио касети и компакт диск формату. На албуму се налази шеснаест песама, које су снимане у периоду од маја до јула 1999. године у студију Академија у Београду, где је албум и мискован у августу исте године.

## Песме
| Бр. | Назив песме            | Трајање |
| --- | ---------------------- | ------- |
| 1.  | Судар с новим момком   | 03:31   |
| 2.  | Слике сна и јаве       | 02:54   |
| 3.  | Свакога часа           | 02:52   |
| 4.  | Нирвана                | 03:45   |
| 5.  | Мени некад треба       | 02:27   |
| 6.  | Весели смо ми          | 02:40   |
| 7.  |                        | 02:54   |
| 8.  | Мексико                | 03:03   |
| 9.  | Кад захвати вихор      | 03:34   |
| 10. | 100 ђавола вире        | 02:15   |
| 11. | Време је новац         | 02:14   |
| 12. | У сукобу 2 пола        | 04:04   |
| 13. | Лето 2000              | 03:55   |
| 14. | Сваки пас има свој дан | 03:00   |
| 15. | Живот је времеплов     | 05:05   |
| 16. | Слике сна (караоке)    | 02:54   |

### Информације
- Аранжман: Бабе, Владан Недељковић
- Пратећи вокали: Дејан Пејовић, Дејан Петровић, Маријана Поповић, Мирослав Цветковић и Чедомир Мацура
- Дизајн: Давид Вартабедијан
- Бубњеви: Благоје Недељковић Паче
- Текст: Жика Миленковић
- Музика: Зоран Илић Илке (траке 2, 5, 7, 9 и 15) и Жика Миленковић (траке 1, 3, 4, 6, 10, 11, 13 и 14)
- Постпродукција: Веља Мијановић
- Музички продуцент: Горан Живковић Жика
- Вокали: Жика Миленковић
- Вокали, гитара, бубњеви, клавијатура: Владан Недељков